# Montpézat
Montpézat är en kommun i departementet Gers i regionen Occitanien i sydvästra Frankrike. Kommunen ligger i kantonen Lombez som tillhör arrondissementet Auch. År 2022 hade Montpézat 242 invånare.

## Befolkningsutveckling
Antalet invånare i kommunen Montpézat
Referens:INSEE